# Suzy Vernon
Appollinie Paris, dite Suzy Vernon, est une actrice française, née à Perpignan le 26 juin 1901 et morte à Mougins le 24 janvier 1997.

## Biographie
Appollinie Paris étudie dans une école religieuse, où elle s'initie au théâtre. En 1922, elle participe à un concours de beauté qui lui permet d'entamer une carrière au cinéma. Accédant à la célébrité en France à l'ère du muet, elle poursuit sa carrière à Hollywood quand le cinéma passe au parlant. Elle est employée par la Paramount à son retour en France. À partir de 1933, elle joue aussi au théâtre (Teddy and partner d'Yvan Noé).
Mariée en premières noces à Ralph de Léon, elle se remarie avec un chirurgien libanais, Iskander ; elle met alors un terme à sa carrière artistique.

## Filmographie
- 1922 : La Conquête des Gaules de Marcel Jonnet et Yan Bernard Dyl
- 1923 : Visages d'enfants de Jacques Feyder
- 1924 : La Vengeance des Pharaons de Hans Teyer
- 1925 : L'Image de Jacques Feyder
- 1925 : L'Orphelin du cirque de Georges Lannes
- 1925 : Barocco de Charles Burguet
- 1925 : Napoléon d'Abel Gance (une version sonorisée et modifiée est sortie en 1935)
- 1926 : Martyre de Charles Burguet
- 1926 : Le Roman d'un jeune homme pauvre de Gaston Ravel
- 1926 : Grand Gosse de Benito Perojo
- 1926 : Nitchevo de Jacques de Baroncelli
- 1927 : Le Joueur de dominos de Montmartre de Willy Reiber
- 1927 : Der Letzte Walzer d'Arthur Robison
- 1927 : Schuldig de Johannes Meyer
- 1928 : Le Président (Der Präsident) de Gennaro Righelli
- 1928 : La Vierge folle de Luitz-Morat
- 1928 : Tu m'appartiens ! de Maurice Gleize
- 1928 : Der Tanzstudent de Johannes Guter
- 1929 : Paris Girls de Henry Roussell
- 1929 : Das grüne Monokel de Rudolf Meinert
- 1929 : Indizienbeweis de Georg Jacoby
- 1930 : Pogrom de Donatien (court métrage)
- 1930 : Le Chanteur de Séville d'Yvan Noé et Ramón Novarro
- 1930 : Lopez, le bandit de Jean Daumery
- 1930 : Contre-enquête de Jean Daumery
- 1930 : Girls for sale de Bud Pollard
- 1931 : Le Rebelle d'Adelqui Migliar
- 1931 : La Femme de mes rêves de Jean Bertin
- 1931 : Un homme en habit de René Guissart : Germaine de Lussanges
- 1931 : Le Masque d'Hollywood de Clarence G. Badger et Jean Daumery
- 1931 : Miche de Jean de Marguenat
- 1931 : Le Sergent X de Vladimir Strijevski
- 1932 : Le Chasseur de chez Maxim's de Karl Anton
- 1932 : Une étoile disparaît de Robert Villers
- 1932 : La Perle de René Guissart
- 1933 : Pour être aimé de Jacques Tourneur
- 1934 : Brevet 93-75 de Pierre Miquel
- 1934 : Un homme en or de Jean Dréville
- 1935 : Touche à tout de Jean Dréville
- 1934 : Adémaï au Moyen Âge de Jean de Marguenat : Tiennette
- 1935 : Le Clown Bux de Jacques Natanson
- 1935 : Les Époux scandaleux de Georges Lacombe
- 1936 : Puits en flammes de Victor Tourjanski
- 1940 : Retour au bonheur de René Jayet